# Liste der Brücken über die Weisse Lütschine
Die Liste der Brücken über die Weisse Lütschine enthält die Brücken der Weissen Lütschine im Lauterbrunnental im Berner Oberland in der Schweiz, vom Quellbach Tschingel-Litschina oberhalb Stechelberg bis zum Zusammenfluss mit der Schwarzen Lütschine zur Lütschine in Zweilütschinen.

## Brückenliste
32 Brücken überspannen derzeit den Fluss: 15 Fussgänger-,  neun Strassen-, vier Feldweg-, zwei Eisenbahn- und zwei Rohrbrücken.
| Bild | Name                                         | Ort                         | Lage | Funktion                                                                | Konstruktion                   | Material   | Länge in m | Höhe m ü. M. | Bemerkungen |
| ---- | -------------------------------------------- | --------------------------- | ---- | ----------------------------------------------------------------------- | ------------------------------ | ---------- | ---------- | ------------ | --- |
|      | Steg bei Schaflägercheera                    | Stechelberg                 |      | Fussgängerbrücke                                                        | Balkenbrücke                   | Holz       | 10         | 1780         | - Bergwanderweg - Übergang überquert die Tschingel-Litschina. |
|      | Brücke bei Im Tal                            | Stechelberg                 |      | Fussgängerbrücke                                                        | Balkenbrücke                   | Holz       | 7          | 1534         | - Balkenbrücke mit Holzgeländer und Holzbretterbelag. - Bergwanderweg - Übergang überquert die Tschingel-Litschina. - Der Weg auf der linken Talseite zwischen Im Tal und südlich von Lochweid ist im Inventar historischer Verkehrswege der Schweiz (IVS) aufgeführt. |
|      | Steg bei Understeinberg                      | Stechelberg                 |      | Fussgängerbrücke                                                        | Balkenbrücke                   | Holz       | 8          | 1517         | - Bergwanderweg - Übergang überquert die Tschingel-Litschina. - Der Bergwanderweg auf der rechten Flussseite führt zum national bedeutenden Hochmoorgebiet Understeinberg und zum 6 Hektaren grossen national bedeutenden Auengebiet Schmadribach-Chrummbach. |
|      | Brücke bei Schiirboden                       | Stechelberg                 |      | Fussgängerbrücke                                                        | Balkenbrücke                   | Holz       | 14         | 1369         | - Balkenbrücke mit Holzgeländer und Holzbretterbelag. - Bergwanderweg - 60 Meter flussabwärts nimmt der Fluss den Chrummbach von rechts auf. - Übergang überquert die Tschingel-Litschina. |
|      | Brücke bei Mittelchryz                       | Stechelberg                 |      | Fussgängerbrücke                                                        | Balkenbrücke                   | Stahl Holz | 16         | 1320         | - Metallbrücke mit Holzgeländer, Holzschiebetor und Holzbretterbelag. - Der Übergang ist nicht behindertengerecht (Stufe). - Bergwanderweg - Übergang überquert die Schmadri-Litschina (hier auch bereits als Weisse Lütschine bezeichnet). |
|      | Trachsellauenen-Brücke                       | Stechelberg                 |      | Feldwegbrücke                                                           | Balkenbrücke                   | Stahl Holz | 10         | 1198         | - Metallbrücke mit Holzgeländer und Kiesfahrbahn. - Der Ort Trachsellauenen mit dem Berggasthaus befindet sich auf der linken Seite. - Übergang überquert die Schmadri-Litschina (hier auch bereits als Weisse Lütschine bezeichnet). - Der historische Weg von Trachsellauenen über Schwand nach Breitlauenen führt über die Brücke. |
|      | Brücke bei Wangschopf                        | Stechelberg                 |      | Viehbrücke                                                              | Balkenbrücke                   | Stahl Holz | 20         | 1153         | - Metallbrücke mit Holzgeländer, Holztor und Holzbretterbelag. - Private Brücke beim Gebäude Wangschopf 568a. - Übergang überquert die Schmadri-Litschina (hier auch bereits als Weisse Lütschine bezeichnet). |
|      | Brücke bei Sichellauenen                     | Stechelberg                 |      | Strassenbrücke (einspurig) mit Rohrleitung an der Brückenseite          | Balkenbrücke                   | Stahl Holz | 16         | 990          | - Balkenbrücke mit Metallgeländer und Holzbretterbelag. - Die Siedlung Sichellauenen befindet sich oberhalb der Brücke. - Wanderweg - Der historische Weg von Trachsellauenen über Sichellauenen nach Stechelberg führt über die Brücke. - Übergang überquert die Schmadri-Litschina (hier auch bereits als Weisse Lütschine bezeichnet). |
|      | Brücke bei Sichellauenen                     | Stechelberg                 |      | Feldwegbrücke                                                           | Balkenbrücke                   | Holz       | 14         | 983          | - Balkenbrücke mit Holzgeländer und Holzbretterbelag. - Der historische Weg von Trachsellauenen über Sichellauenen nach Stechelberg führt über die Brücke. - Übergang überquert die Schmadri-Litschina (hier auch bereits als Weisse Lütschine bezeichnet). |
|      | Obere Brücke Rütti                           | Stechelberg                 |      | Strassenbrücke (einspurig)                                              | Balkenbrücke                   | Stahl Holz | 10         | 916          | - Balkenbrücke mit Metallgeländer und Holzbretterbelag. - Fahrverbot für Motorwagen - Der historische Weg von Stechelberg nach Wasserbrigg führt über die Brücke. - Übergang überquert die Schmadri-Litschina (hier auch bereits als Weisse Lütschine bezeichnet). |
|      | Untere Brücke Rütti                          | Stechelberg                 |      | Strassenbrücke (einspurig)                                              | Balkenbrücke                   | Beton      | 26         | 909          | - Die Stahl-Beton-Verbundbrücke mit Metallgeländer und Asphaltbelag wurde 2015/16 erbaut. - Das Bauwerk wird als Zufahrt zu privaten Liegenschaften und zum Kraftwerk des Elektrizitätswerks Lauterbrunnen genutzt. - Fahrverbot für Motorwagen, Motorräder und Motorfahrräder: Zubringerdienst gestattet - Mountainbike-Route 450 Mürren Bike (Lauterbrunnen – Lauterbrunnen) - Wanderweg - Übergang überquert die Schmadri-Litschina (hier auch bereits als Weisse Lütschine bezeichnet).                                        |
|      | Pfangbrücke (Mattestrasse)                   | Stechelberg                 |      | Strassenbrücke (einspurig) mit Rohrleitung an der Brückenseite          | Balkenbrücke                   | Beton      | 18         | 880          | - Die Betonbrücke mit Metallgeländer und Asphaltbelag wurde 2023/24 neu erstellt. - Fahrverbot für Motorwagen, Motorräder und Motorfahrräder: Land- und forstwirtschaftliche Fahrten sowie Zufahrt zu den Liegenschaften Nr. 327, 333 und 335 gestattet - Langlauf-Route 139 Lauterbrunnen-Loipe (Lauterbrunnen – Stechelberg) - Wanderweg |
|      | Schilthornbahnbrücke                         | Stechelberg                 |      | Fussgängerbrücke                                                        | Hängebrücke                    | Stahl      | 20         | 861          | - Metallbrücke mit Holzgeländer und Asphaltbelag. - Wanderweg - Das Bauwerk führt vom Parkplatz der Talstation der Schilthornbahn zu einem Picknickplatz. - 200 Meter flussaufwärts überquert die Schilthornbahn den Fluss. Die Luftseilbahn Stechelberg–Schilthorn ist ein national geschütztes Kulturgut in der Gemeinde Lauterbrunnen. - Südwestlich der Brücke fällt der Mürrenbachfall in den Talboden. Er gilt als höchster Wasserfall der Schweiz.                                                                          |
|      | Brücke bei Stegmatte                         | Stechelberg                 |      | Feldwegbrücke                                                           | Balkenbrücke                   | Holz       | 20         | 845          | - Balkenbrücke mit Holzgeländer und Asphaltbelag. - Fahrverbot Verbot für Motorwagen und Motorräder: Zubringerdienst gestattet - Höchstgeschwindigkeit 30 km/h - Maximale Tragfähigkeit: 18 t - Mountainbike-Route 450 Mürren Bike (Lauterbrunnen – Lauterbrunnen) |
|      | Brücke bei Sandbach                          | Stechelberg                 |      | Strassenbrücke (einspurig)                                              | Balkenbrücke                   | Stahl      | 15         | 827          | - Balkenbrücke mit Metallgeländer und Asphaltbelag. - Fahrverbot Verbot für Motorwagen und Motorräder - Maximale Tragfähigkeit: 3,5 t - Hier gehören Hunde an die Leine. Hier ist kein Hunde-WC. ?? - Die Brücke befindet sich beim Campingplatz Breithorn. - Wanderweg - 50 Meter flussabwärts überquert im Winter die Langlauf-Route 139 Lauterbrunnen-Loipe (Lauterbrunnen – Stechelberg) den Fluss. |
|      | Brücke bei der Buche                         | Lauterbrunnen               |      | Fussgängerbrücke                                                        | Balkenbrücke                   | Stahl Holz | 23         | 809          | - Balkenbrücke mit Holzgeländer und Holzbelag. - Fahrverbot für Motorwagen, Motorräder und Motorfahrräder - Langlauf-Route 139 Lauterbrunnen-Loipe (Lauterbrunnen – Stechelberg) - Wanderweg |
|      | Brücke bei Äschmad                           | Lauterbrunnen               |      | Fussgängerbrücke                                                        | Balkenbrücke                   | Stahl Holz | 15         | 796          | - Private Brücke mit Holzgeländer, abschliessbarem Holztor und Holzbelag. - Langlauf-Route 139 Lauterbrunnen-Loipe (Lauterbrunnen – Stechelberg) |
|      | Brücke bei Weid                              | Lauterbrunnen               |      | Fussgängerbrücke                                                        | Balkenbrücke                   | Stahl Holz | 19         | 794          | - Private Brücke mit Holzgeländer, abschliessbarem Holztor und Holzbelag. - Langlauf-Route 139 Lauterbrunnen-Loipe (Lauterbrunnen – Stechelberg) - Wanderweg - Beim Air Glacier Heliport ??? |
|      | In der Weid-Brücke (Camping Jungfrau-Brücke) | Lauterbrunnen               |      | Fussgängerbrücke                                                        | Gedeckte Brücke Bogenbrücke    | Holz       | 22         | 791          | - Die Brücke wurde vom Camping Jungfrau 1995 erbaut. - Das Bauwerk verbindet den Campingplatz Jungfrau mit der Lütschinen-Promenade, welche zum Dorfzentrum von Lauterbrunnen oder ins Lauterbrunnental führt. |
|      | Brücke bei Eyelti                            | Lauterbrunnen               |      | Fussgängerbrücke                                                        | Gedeckte Brücke Fachwerkbrücke | Holz       | 18         | 785          | - Die Brücke wurde 2023 erbaut. - Wanderweg |
|      | Rohrträger-Übergang                          | Lauterbrunnen               |      | Rohrbrücke                                                              | Balkenbrücke                   | Stahl      | 8          | 781          | |
|      | Eybrücke                                     | Lauterbrunnen               |      | Strassenbrücke (zweispurig) mit Trottoir 222                            | Balkenbrücke                   | Beton      | 20         | 781          | - Die Betonbrücke mit Stahlgeländer und Asphaltbelag wurde 2021 erstellt. - Mountainbike-Route 1 Alpine Bike (Etappe 12 Grindelwald – Interlaken) - PostAuto-Buslinien 141 (Lauterbrunnen – Stechelberg) und 143 (Skibus Camping Jungfrau) - Wanderweg - Der Staubbachfall ist von einer Aussichtsplattform bei der Brücke gut ersichtlich. Er ist einer der höchsten Wasserfälle der Schweiz. |
|      | Wengernalpbahn-Brücke                        | Lauterbrunnen               |      | Eisenbahnbrücke (eingleisig)                                            | Balkenbrücke                   | Beton      | 65         | 779          | - Betonbrücke mit Metallgeländer. - Höchstgeschwindigkeit 25 km/h - Die Wengernalpbahn (WAB) ist eine 1893 eröffnete schmalspurige Zahnradbahn. Sie führt von Lauterbrunnen über Wengen und die Kleine Scheidegg nach Grindelwald. - Die Bahnanlage der Wengernalpbahn mit Kunstbauten ist ein einzigartiges technik- und verkehrsgeschichtliches Denkmal von nationaler Bedeutung. Sie befindet sich auf der Liste der schützenswerten Baudenkmäler. - Die Brücke überquert auf der rechten Seite auch eine Wohnstrasse (Stöcki). |
|      | Rohrträger-Übergang                          | Lauterbrunnen               |      | Rohrbrücke                                                              | Balkenbrücke                   | Stahl      | 20         | 777          | |
|      | Brücke beim Parkhaus Lauterbrunnen           | Lauterbrunnen               |      | Fussgängerbrücke                                                        | Fachwerkbrücke                 | Stahl      | 77         | 769          | - Brücke mit Stahlgeländer und Asphaltbelag. - Der Übergang ist die längste Brücke der Weissen Lütschine. - Wanderland-Route 1 Via Alpina (Etappe 11 Grindelwald –Lauterbrunnen) |
|      | Lochweidli-Brücke                            | Lauterbrunnen               |      | Strassenbrücke (zweispurig) mit Druckrohrleitung unterhalb der Fahrbahn | Balkenbrücke                   | Beton      | 48         | 764          | - Die vorgespannte Betonbrücke mit Metallgeländer und Asphaltbelag wurde 1974 erstellt. Sie ersetzte eine eiserne Fachwerkbrücke. - Mountainbike-Route 1 Alpine Bike (Etappe 12 Grindelwald – Interlaken) |
|      | Brücke bei Lochweidli                        | Lauterbrunnen               |      | Fussgängerbrücke                                                        | Balkenbrücke                   | Stahl      | 16         | 759          | - Metallbrücke mit Holzgeländer und Kiesbelag. - Mountainbike-Route 1 Alpine Bike (Etappe 12 Grindelwald – Interlaken) |
|      | Brücke bei Rosegg                            | Lauterbrunnen               |      | Fussgängerbrücke Rohrbrücke                                             | Bogenbrücke                    | Stahl      | 28         | 742          | - Brücke mit Metallgeländer und Holzbretterbelag. - Mountainbike-Route 1 Alpine Bike (Etappe 12 Grindelwald – Interlaken) - Wanderweg |
|      | Lochbrücke                                   | Lauterbrunnen               |      | Strassenbrücke (zweispurig) mit Rohrleitung an der Brückenseite         | Balkenbrücke                   | Beton      | 28         | 736          | - Betonbrücke mit Metallgeländer und Asphaltbelag. - Sackgasse - Bei der Brücke beginnt der historische Weg nach Ufem Ryscher. - Das stillgelegte Kraftwerk bei der Lochbrücke steht als Kulturgut unter Denkmalschutz. |
|      | Brücke bei Sandweidli                        | Lauterbrunnen               |      | Feldwegbrücke                                                           | Balkenbrücke                   | Stahl      | 16         | 726          | - Brücke mit Metallgeländer und Asphaltbelag. - Allgemeines Fahrverbot: Mit Bewilligung Ortspolizeibehörde gestattet - Wanderweg |
|      | Rechenfeldlibrücke (Berner-Oberland-Bahn)    | Wilderswil – Zweilütschinen |      | Eisenbahnbrücke (eingleisig)                                            | Balkenbrücke                   | Beton      | 24         | 656          | - Betonbrücke mit Metallgeländer - Bahnstrecke Interlaken – Lauterbrunnen - Die Schmalspurbahn der Berner-Oberland-Bahn wurde 1890 eröffnet und 1914 elektrifiziert. |
|      | Kantonsstrassenbrücke                        | Wilderswil – Zweilütschinen |      | Strassenbrücke (zweispurig) mit schmalem Trottoir                       | Balkenbrücke                   | Beton      | 20         | 652          | - Betonbrücke mit Metallgeländer und Asphaltbelag. - Höchstgeschwindigkeit 50 km/h - Maximale Tragfähigkeit: 34 t - Wanderland-Route 38 ViaBerna (Etappe 14 Isenfluh –Schynige Platte) - Auf der linken Flussseite zweigt die Hauptstrasse 222 nach Lauterbrunnen und Stechelberg ab. - Die hydrometrische Messstation Weisse Lütschine – Zweilütschinen (2200) vom Bundesamt für Umwelt (BAFU) befindet sich 110 m flussabwärts auf der linken Flussseite.                                                                        |